# Colombia en la Copa América 1975
La Selección de fútbol de Colombia fue uno de los equipos participantes en la Copa América 1975 que fue sin sede fija y con partidos de ida y vuelta, Colombia Integro el Grupo C junto con Paraguay y Ecuador ganando sus 4 partidos y quedando campeona de grupo tras esto Colombia clasificaría contra Uruguay y lograría una victoria el primer Partido y perdería el segundo a pesar de esto Colombia pasaría por diferencia de gol luego los Colombianos llegarían a su primera final contra Perú donde lograrían la victoria en su primer partido pero perderían sus otros dos partidos el de vuelta y desempate quedando Subcampeona siendo este el máximo logro de Colombia hasta 2001.

## Convocados
Datos correspondientes a la situación previa al inicio del torneo.
| # | Nombre                             | Posición      | Club                   |
| - | Pedro Zape                         | Arquero       | Deportivo de Cali      |
| - | Jaime Deluque Barros               | Arquero       | Junior                 |
| - | Arturo Segovia                     | Defensa       | Millonarios            |
| - | José Zárate                        | Mediocampista | Junior                 |
| - | Miguel Antonio Escobar             | Defensa       | Deportivo Cali         |
| - | Oscar Emilio Bolaño                | Mediocampista | Santa Fe               |
| - | Henry Caicedo                      | Defensa       | Deportivo Cali         |
| - | Luis Eduardo "Camello" Soto        | Defensa       | Millonarios            |
| - | Alonso López                       | Defensa       | Millonarios            |
| - | Osvaldo Antonio "Pescadito" Calero | Mediocampista | Deportivo Cali         |
| - | Diego Edison Umaña                 | Mediocampista | Deportivo Cali         |
| - | José Ernesto Díaz                  | Delantero     | Santa Fe               |
| - | Willington Ortiz                   | Mediocampista | Millonarios            |
| - | Ponciano Castro                    | Mediocampista | Independiente Medellín |
| - | Hugo Horacio Lóndero               | Delantero     | Atlético Nacional      |
| - | Jairo Arboleda                     | Mediocampista | Deportivo Cali         |
| - | Misael "Papo" Flórez               | Delantero     | Atlético Bucaramanga   |
| - | Carlos Emilio Rendón               | Mediocampista | Millonarios            |
| - | Euclides González                  | Defensa       | Millonarios            |
| - | Edgar Angulo                       | Defensa       | Atlético Nacional      |
| - | Nelson Silva Pacheco               | Delantero     | Junior                 |
| - | Víctor Campaz                      | Delantero     | Atlético Nacional      |
| - | Jesús María "Toto" Rubio           | Mediocampista | Millonarios            |
| - | Eduardo Julián Retat               | Delantero     | Atlético Nacional      |
| - | Alfonso Cañón                      | Delantero     | Santa Fe               |
|   | D. T. Efraín Sánchez               |               |                        |

## Participación

### Grupo C
| Selección | Pts. | PJ | PG | PE | PP | GF | GC | Dif. |
| --------- | ---- | -- | -- | -- | -- | -- | -- | ---- |
| Colombia  | 8    | 4  | 4  | 0  | 0  | 7  | 1  | +6   |
| Paraguay  | 3    | 4  | 1  | 1  | 2  | 5  | 5  | 0    |
| Ecuador   | 1    | 4  | 0  | 1  | 3  | 4  | 10 | –6   |

| 20 de julio de 1975 | Colombia | 1:0 (0:0) | Paraguay | El Campín, Bogotá                                                         |                                                                           |
|                     | Díaz 83' |           |          | Asistencia: 60 000 espectadores Árbitro(s): Romualdo Arppi Filho (Brasil) | Asistencia: 60 000 espectadores Árbitro(s): Romualdo Arppi Filho (Brasil) |

| 30 de julio de 1975 | Paraguay | 0:1 (0:1) | Colombia | Estadio Defensores del Chaco, Asunción                                    |                                                                           |
| |          |           | 40' Díaz | Asistencia: 50 000 espectadores Árbitro(s): Arnaldo Cézar Coelho (Brasil) | Asistencia: 50 000 espectadores Árbitro(s): Arnaldo Cézar Coelho (Brasil) |
| Partido suspendido al minuto 43, luego de que los jugadores paraguayos y la policía paraguaya agredieran a los jugadores colombianos luego del gol anotado. Al final el árbitro dio el partido por concluido, y la CONMEBOL le dio el partido por ganado a Colombia y el resultado se mantuvo igual. |          |           |          |                                                                           |                                                                           |

| 27 de julio de 1975 | Ecuador     | 1:3 (1:1) | Colombia                           | Estadio Atahualpa, Quito                                                      |                                                                               |
|                     | Carrera 40' |           | 15' Ortiz · 75' Retat · 83' Castro | Asistencia: 45 000 espectadores Árbitro(s): Miguel Ángel Comesaña (Argentina) | Asistencia: 45 000 espectadores Árbitro(s): Miguel Ángel Comesaña (Argentina) |

| 7 de agosto de 1975 | Colombia              | 2:0 (2:0) | Ecuador | El Campín, Bogotá                                                      |                                                                        |
|                     | Díaz 15' · Calero 42' |           |         | Asistencia: 50 000 espectadores Árbitro(s): Juan Carlos Robles (Chile) | Asistencia: 50 000 espectadores Árbitro(s): Juan Carlos Robles (Chile) |

### Semifinal
| 21 de septiembre de 1975 | Colombia                          | 3:0 (0:0) | Uruguay | El Campín, Bogotá                                               |                                                                 |
|                          | Angulo 53' · Ortiz 70' · Díaz 90' |           |         | Asistencia: 55 000 espectadores Árbitro(s): César Orozco (Perú) | Asistencia: 55 000 espectadores Árbitro(s): César Orozco (Perú) |

| 1 de octubre de 1975 | Uruguay    | 1:0 (1:0) | Colombia | Estadio Centenario, Montevideo                                        |                                                                       |
| | Morena 17' |           |          | Asistencia: 70 000 espectadores Árbitro(s): Rafael Hormazábal (Chile) | Asistencia: 70 000 espectadores Árbitro(s): Rafael Hormazábal (Chile) |
| A pesar de que ambas selecciones terminaron igualadas en puntos, Colombia clasifica a la final por tener mejor diferencia de goles. |            |           |          |                                                                       |                                                                       |

### Final
| 16 de octubre de 1975 | Colombia   | 1:0 (1:0) | Perú | Estadio El Campín, Bogotá                                                     |                                                                               |
|                       | Castro 38' |           |      | Asistencia: 50 000 espectadores Árbitro(s): Miguel Ángel Comesaña (Argentina) | Asistencia: 50 000 espectadores Árbitro(s): Miguel Ángel Comesaña (Argentina) |

| 22 de octubre de 1975 | Perú                      | 2:0 (2:0) | Colombia | Estadio Nacional, Lima                                                    |                                                                           |
|                       | Oblitas 18' · Ramírez 44' |           |          | Asistencia: 50 000 espectadores Árbitro(s): Juan Silvagno Cavanna (Chile) | Asistencia: 50 000 espectadores Árbitro(s): Juan Silvagno Cavanna (Chile) |

| 28 de octubre de 1975                                                              | Perú      | 1:0 (1:0) | Colombia | Estadio Olímpico de la UCV, Caracas, Venezuela                      |                                                                     |
|                                                                                    | Sotil 25' |           |          | Asistencia: 30 000 espectadores Árbitro(s): Ramón Barreto (Uruguay) | Asistencia: 30 000 espectadores Árbitro(s): Ramón Barreto (Uruguay) |
| Partido definitorio luego de que ambas selecciones terminaran igualadas en puntos. |           |           |          |                                                                     |                                                                     |

## Goleadores
| Jugador              | Goles anotados | Asis. | PJ |   |
| José Ernesto Díaz    | 4              | -     | -  | - |
| Willington Ortiz     | 2              | -     | -  | - |
| Ponciano Castro      | 2              | -     | -  | - |
| Eduardo Julián Retat | 1              | -     | -  | - |
| Oswaldo Calero       | 1              | -     | -  | - |
| Edgar Angulo         | 1              | -     | -  | - |
| -------------------- | -------------- | ----- | -- | - |